# Droit guinéen
Le droit guinéen est le droit appliqué en Guinée depuis son indépendance le 2 octobre 1958.

## Sources du droit

### Constitution
L'article 2, sixième phrase dispose que « la souveraineté s'exerce conformément à la présente Constitution qui est la Loi suprême de l'État ».

### Traités et accords internationaux
L'article 151 de la Constitution dispose que « les traités ou accords régulièrement approuvés ou ratifiés ont dès leur publication une autorité supérieure à celle des lois sous réserve de réciprocité ».
La Guinée est membre de l'Organisation pour l'harmonisation en Afrique du droit des affaires, dont elle a ratifié en 2000 le traité initial du 17 octobre 1993 ainsi que le traité portant révision du traité du 17 août 2008.

### Législation
L'Assemblée nationale exerce le pouvoir législatif et vote les lois ainsi que le budget annuel du gouvernement.
En dehors des lois ordinaires, l’Assemblée nationale peut voter des lois constitutionnelles (visant à amender, abroger, compléter les dispositions de la Constitution), et des lois organiques, prévues dans la Constitution pour certains domaines.

## Organisation juridictionnelle

### Juridictions ordinaires
L'article 1 de la loi L/95/021/CTRN du 6 juin 1995 portant réorganisation de la justice en République de Guinée dispose que les juridictions de droit commun sont : la cour suprême, la justice de paix, les tribunaux de première instance, et les cours d'appel.

#### Cour suprême
La cour suprême de la république de Guinée est la haute instance de juridiction du pays.

#### Justice de paix
Il y a une justice de paix par chef lieu de préfecture n'abritant pas de tribunal de première instance.

#### Tribunal de première instance
Il y en a un par région administrative. Sa juridiction s'établit par la négative : « le tribunal de première instance connaît de toutes les affaires pour lesquelles compétence n'est pas expressément et exclusivement attribuée à une autre juridiction ».

#### Cours d'appel
Elles sont au nombre de deux (Conakry et Kankan). Elle  statue  souverainement sur le  fond des affaires soumises. Elle statue sur « les appels interjetés contre les décisions rendues par : les tribunaux de Première instance et les justices de Paix ; les organes disciplinaires professionnels; les décisions de toute autre juridiction, y compris professionnelle ou arbitrale, dans les cas prévus par la loi ou par la volonté des parties ».
La  Cour  d'Appel  connaît  des  affaires  qui  lui  sont  adressées  par  renvoi  de  la Cour suprême, après cassation.

### Juridictions d'exception
Les juridictions d'exception sont : les tribunaux pour enfants, le tribunal du travail pour la zone spéciale de Conakry, la Cour de sûreté de l’État, la Haute Cour de justice et le tribunal militaire.
Le tribunal du travail n'est présent que dans la zone spéciale de Conakry. Dans les autres endroits, ce sont les TPI et justices de paix qui prennent connaissance des litiges en matière de travail.

## Codes
En Guinée, les codes juridiques sont consultables sur internet.
- Code de l'action sociale et des familles
- Code de l'artisanat
- Code des assurances
- Code de l'aviation civile
- Code du cinéma et de l'image animée
- Code civil
- Code de commerce
- Code des communes
- Code de la consommation
- Code de la construction et de l'habitation
- Code de la défense
- Code de déontologie de la Police nationale
- Code de déontologie des architectes
- Code de déontologie des professionnels de l'expertise comptable
- Code disciplinaire et pénal de la marine marchande
- Code du domaine de l'État
- Code du domaine public fluvial et de la navigation intérieure
- Code des douanes
- Code de l'éducation
- Code électoral
- Code de l'énergie
- Code de l'entrée et du séjour des étrangers et du droit d'asile
- Code de l'environnement
- Code de la famille et de l'aide sociale
- Code forestier
- Code général de la propriété des personnes publiques
- Code général des collectivités territoriales
- Code général des impôts
- Code des instruments monétaires et des médailles
- Code des juridictions financières
- Code de justice administrative
- Code de justice militaire
- Code de la Légion d'honneur et de la médaille militaire
- Livre des procédures fiscales
- Code des marchés publics
- Code minier
- Code monétaire et financier
- Code de la mutualité
- Code de l'organisation judiciaire
- Code du patrimoine
- Code pénal
- Code des pensions civiles et militaires de retraite
- Code des pensions militaires d'invalidité et des victimes de la guerre
- Code des ports maritimes
- Code des postes et des communications électroniques
- Code de procédure civile
- Code de procédure pénale
- Code de la propriété intellectuelle
- Code de la recherche
- Code des relations entre le public et l'administration
- Code rural et de la pêche maritime
- Code de la santé publique
- Code de la sécurité sociale
- Code du service national
- Code du sport
- Code du tourisme
- Code des transports
- Code du travail
- Code du travail maritime
- Code de l'urbanisme
- Code de la voirie routière

## Sources

## Compléments